# 暫間的間接覆髄法
暫間的間接覆髄法（ざんかんてきかんせつふくずいほう、indirect pulp capping method、IPC法）とは、う蝕及びその結果発生する歯髄疾患の治療法の一つ。う蝕によって発生するう窩が大きく、通常の間接覆髄法を行おうとしても、う蝕のための軟化した象牙質を切削した場合に歯髄が外部に露出してしまう可能性があるときに用いる方法。露髄（歯髄が外部に露出）した場合、一般にその大きさが直径2mm以下であれば直接覆髄法でもって対応できるが、間接覆髄法に比べ、歯髄の予後はよくない。また、それ以上の大きさになってしまえば、歯髄除去療法を行わなくてはならない。
これを避けるため、まず、軟化象牙質を一部残したまま歯髄の切削をいったんやめ、水酸化カルシウム系薬剤を覆髄剤として用い、三ヶ月程度おいておくことで、水酸化カルシウムの刺激により歯髄内の象牙芽細胞に刺激を与え、歯髄腔内の第二象牙質の生成を促すことで、軟化象牙質と歯髄の間に健全な象牙質を確保し、その後軟化象牙質を除去する。